# Opération Djebel Zekri
 (janvier 2025).
Guerre d'Algérie
L'opération Djebel Zekri, qui se déroule le 29 août 1956, à 20 km de Nedroma, est un affrontement opposant la marine française aux Algériens de l'Armée de libération nationale pendant la guerre d’Algérie.